# Camille Saint-Saëns

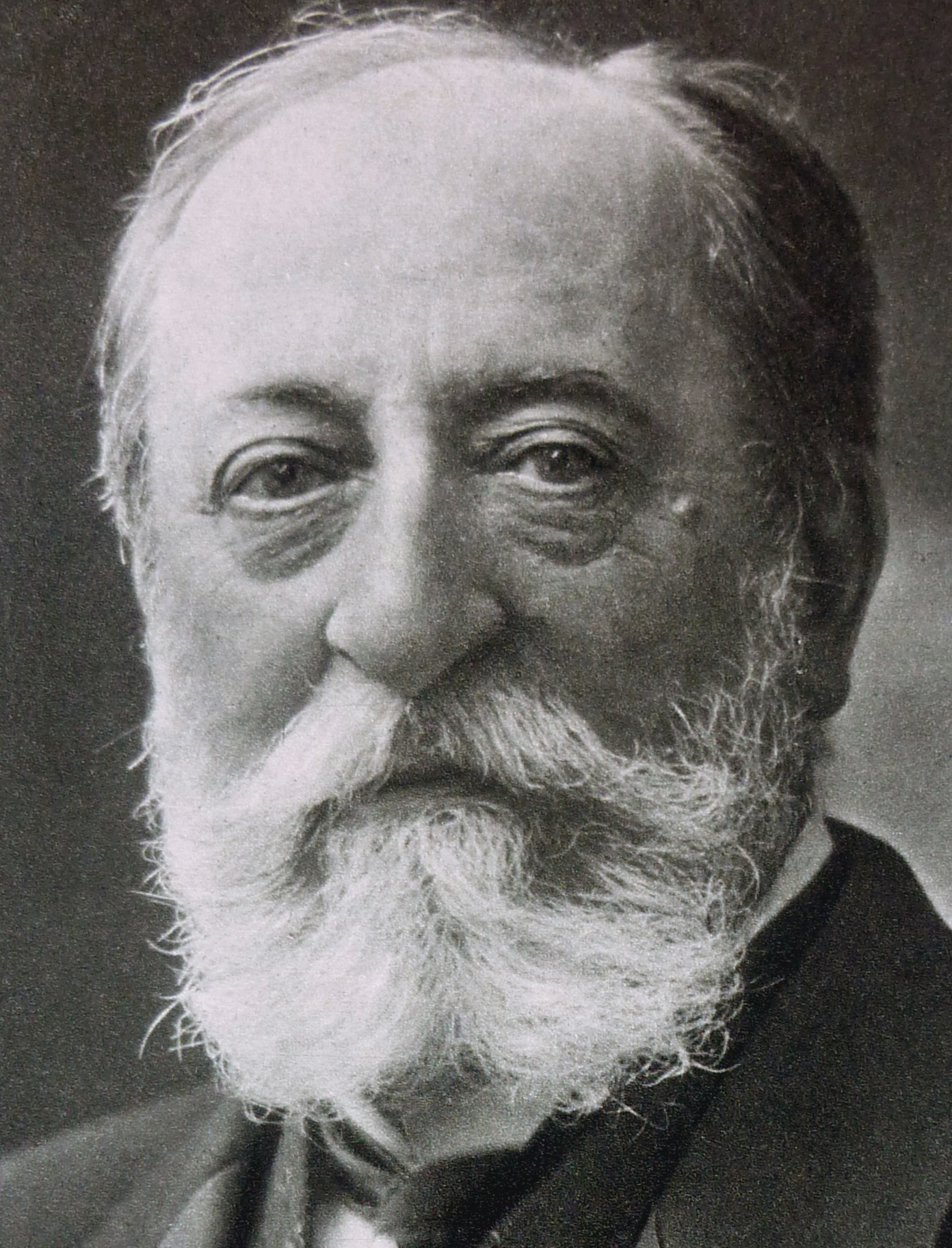
Camille Saint-Saëns
(1835-1921)

Camille Saint-Saëns (n. 9 octombrie 1835, Paris, Île-de-France, Franța – d. 16 decembrie 1921, Alger, Algeria franceză, A Treia Republică Franceză; franceză: [ʃaʁl kamij sɛ̃sɑ̃(s)] ⓘ, a fost un compozitor francez din epoca romantică (primul recital la 11 ani), cunoscut datorită operei sale cu caracter biblic, intitulată Samson și Dalila. Personajele, care trec prin drame romantice, iubiri și trădări, sunt clasice prin comportament. Filonul dramatic este construit și condus prin mijloace muzicale tradiționale, dar are un aparat orchestral și vocal impresionant, amintind de oratoriile lui Georg Friedrich Haendel și de muzica lui Christoph Willibald Gluck.